# Лицано
Лица̀но (на италиански: Lizzano, на местен диалект Lizzanu, Лицану) е град и община в Южна Италия, провинция Таранто, регион Пулия. Разположен е на 42 m надморска височина. Населението на града е 10 264 души (към 31 октомври 2009).